# ویلیام سی. داوسون
ویلیام سی. داوسون (به انگلیسی: WWilliam Crosby Dawson) سناتور سابق عضو حزب ویگ بود. وی در سال ۱۸۴۹ تا ۱۸۵۵ میلادی سناتور ایالت جورجیا در سنای ایالات متحده آمریکا بود.